# 태풍 나크리 (2014년)
제12호 태풍 나크리(NAKRI)는 7월 30일 오전 3시에 중심기압 994hPa, 최대풍속 18m/s, 강풍 반경 600km(남쪽 반경), 크기 '대형'의 열대폭풍으로 일본 오키나와 남쪽 약 860km 부근 해상에서 발생하였다.(일본 기상청 태풍정보 기준) 발생 이후 북~북북서진하면서 서서히 발달해서 8월 1일 오전 9시에 제주도 서귀포 남쪽 약 510km 부근 해상에서 중심기압 980hPa, 최대풍속 28m/s, 강풍 반경 650km의 세력 '중', 크기 '대형'(일본 기상청 태풍정보 기준)의 강한 열대폭풍으로 최성기를 맞이하였다. 8월 2일 오후 3시에 제주도 서귀포 서남서쪽 약 180km 부근 해상에서 최성기 세력인 중심기압 980hPa, 최대풍속 28m/s, 강풍 반경 650km(동쪽 반경)의 세력 '중', 크기 '대형'(일본 기상청 태풍정보 기준)의 강한 열대폭풍으로(한국 기상청 태풍정보 기준으로는 중심기압 980hPa, 최대풍속 25m/s) 제주도에 근접했다. 제주도 부근 해상 통과 뒤 서해 진출하고 나서 급약화되어 8월 3일 오후 3시에 전북 군산 서남서쪽 약 180km 부근 해상에서 중심기압 990hPa의 열대저압부로 소멸하였다.(한국 기상청 기준) 8월 4일 오전 3시에 충남 서천 남서쪽 약 60km 부근 해상에서 중심기압 994hPa의 열대저압부로 소멸하였다.(일본 기상청 기준) JTWC에서는 나크리가 제주도 부근 해상에 도달하고 나서야 열대폭풍으로 인정했다. 나크리는 캄보디아에서 제출한 이름으로 꽃의 한 종류를 의미한다.

## 같이 보기
- 2014년 태풍